# 埃蒂普
埃蒂普（法語：Étupes，法語發音：[etyp]）是法国杜省的一个市镇，位于该省东北部，属于蒙贝利亚尔区。

## 地理
埃蒂普（47°30'23"N, 6°51'40"E）面积9.87 平方千米，位于法国勃艮第-弗朗什-孔泰大區杜省，该省份为法国东部内陆省份，北起上索恩省，西接汝拉省，东部及东南部与瑞士接壤，东北部与贝尔福地区省接壤。
与埃蒂普接壤的市镇（或旧市镇、城区）包括：塔耶库尔、旧沙尔蒙、索绍。

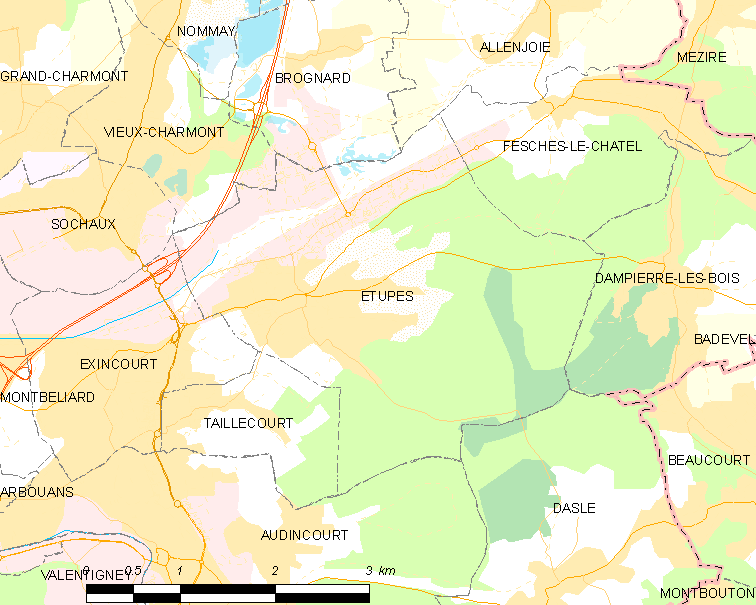
埃蒂普的OSM定位图

埃蒂普的时区为UTC+01:00、UTC+02:00（夏令时）。

## 行政
埃蒂普的邮政编码为25460，INSEE市镇编码为25228。

## 政治
埃蒂普所属的省级选区为伯通库尔县。

## 人口

1962-2008年间埃蒂普人口变化图示

埃蒂普于2022年1月1日时的人口数量为3711人。